# Major League Soccer 2009
Navigation
Édition précédente Édition suivante
Le Major League Soccer 2009 est la 14e saison de la Major League Soccer, le championnat professionnel de football (soccer) d'Amérique du Nord.
Quatre places qualificatives pour la Ligue des champions de la CONCACAF 2010-2011 sont attribuées au vainqueur du Supporters' Shield, aux finalistes du championnat et au vainqueur de la Coupe des États-Unis de soccer. Les quatre meilleures équipes non qualifiées pour la Ligue des champions sont qualifiées pour la SuperLiga 2010.

## Changements par rapport à 2008
- La ligue passe de 14 à 15 clubs avec l'arrivée du Sounders FC de Seattle.
- Les deux meilleures équipes de chaque conférence (contre trois la saison précédente) sont automatiquement qualifiées pour les play-offs.
- La MLS Reserve Division n'a plus lieu après 4 saisons d’existence.

## Les 15 franchises participants

### Carte
| Fire de Chicago Chivas USA Rapids du · Colorado Crew de · Columbus D.C. United FC Dallas Wizards de · Kansas City Dynamo de Houston Galaxy de Los Angeles Revolution de la · Nouvelle-Angleterre Red Bulls de · New York Earthquakes · de San José Real Salt Lake Toronto FC Sounders FC · de Seattle |

| Association de l'Ouest - Chivas USA - Rapids du Colorado - FC Dallas - Dynamo de Houston - Galaxy de Los Angeles - Real Salt Lake - Earthquakes de San José - Sounders FC de Seattle (N) | Association de l'Est - Fire de Chicago - Crew de Columbus - D.C. United - Wizards de Kansas City - Revolution de la Nouvelle-Angleterre - Red Bulls de New York - Toronto FC |

### Stades
| Fire de Chicago   | Chivas USA        | Rapids du Colorado         | Crew de Columbus      | D.C. United          |
| ----------------- | ----------------- | -------------------------- | --------------------- | -------------------- |
| Toyota Park       | Home Depot Center | Dick's Sporting Goods Park | Columbus Crew Stadium | RFK Memorial Stadium |
| Capacité : 20 000 | Capacité : 27 000 | Capacité : 18 086          | Capacité : 22 555     | Capacité : 46 000    |
|                   |                   |                            |                       |                      |

| FC Dallas         | Dynamo de Houston | Wizards de Kansas City    | Galaxy de Los Angeles | Revolution de la Nouvelle-Angleterre |
| ----------------- | ----------------- | ------------------------- | --------------------- | ------------------------------------ |
| Pizza Hut Park    | Robertson Stadium | CommunityAmerica Ballpark | Home Depot Center     | Gillette Stadium                     |
| Capacité : 20 500 | Capacité : 32 000 | Capacité : 10 385         | Capacité : 27 000     | Capacité : 68 756                    |
|                   |                   |                           |                       |                                      |

| Red Bulls de New York | Real Salt Lake    | Earthquakes de San José | Sounders FC de Seattle | Toronto FC        |
| --------------------- | ----------------- | ----------------------- | ---------------------- | ----------------- |
| Giants Stadium        | Rio Tinto Stadium | Buck Shaw Stadium       | Qwest Field            | BMO Field         |
| Capacité : 80 200     | Capacité : 20 008 | Capacité : 10 300       | Capacité : 35 700      | Capacité : 20 500 |
|                       |                   |                         |                        |                   |

### Entraîneurs
Durant l'intersaison, Gary Smith intérimaire lors de la fin de saison précédente est confirmé à son poste. Sigi Schmid quitte le Crew de Columbus à la fin de son contrat pour rejoindre les Sounders FC de Seattle. Son ancien adjoint Robert Warzycha, le remplace au Crew.
| Équipe                               | Entraîneur                                                  | Capitaine        |
| ------------------------------------ | ----------------------------------------------------------- | ---------------- |
| Fire de Chicago                      | Denis Hamlett                                               | C. J. Brown      |
| Chivas USA                           | Preki                                                       | Claudio Suárez   |
| Rapids du Colorado                   | Gary Smith                                                  | Pablo Mastroeni  |
| Crew de Columbus                     | Robert Warzycha                                             | Frankie Hejduk   |
| D.C. United                          | Tom Soehn                                                   | Jaime Moreno     |
| FC Dallas                            | Schellas Hyndman                                            | Pablo Ricchetti  |
| Dynamo de Houston                    | Dominic Kinnear                                             | Wade Barrett     |
| Wizards de Kansas City               | Curt Onalfo (03/08/2009) Peter Vermes (04/03/2009, intérim) | Jimmy Conrad     |
| Galaxy de Los Angeles                | Bruce Arena                                                 | Landon Donovan   |
| Revolution de la Nouvelle-Angleterre | Steve Nicol                                                 | Steve Ralston    |
| Red Bulls de New York                | Juan Carlos Osorio (21/08/2009) Richie Williams (intérim)   | Juan Pablo Ángel |
| Real Salt Lake                       | Jason Kreis                                                 | Kyle Beckerman   |
| Earthquakes de San José              | Frank Yallop                                                | Ramiro Corrales  |
| Sounders FC de Seattle               | Sigi Schmid                                                 | Kasey Keller     |
| Toronto FC                           | John Carver (25/04/2009) Chris Cummins (29/04/2009)         | Jim Brennan      |

## Format de la compétition
- Les 15 équipes sont réparties en 2 conférences : Conférence Ouest (8 équipes) et la Conférence Est (7 équipes).
- Toutes les équipes disputent 30 rencontres qui se répartissent comme suit : 
  - 3 rencontres (deux à domicile et une à l'extérieur) contre une équipe de sa conférence
  - 3 rencontres (une à domicile et deux à l'extérieur) contre une équipe de sa conférence
  - 2 rencontres (une à domicile et une à l'extérieur) contre toutes les autres équipes
- La victoire vaut 3 points, le match nul rapporte 1 point et la défaite ne rapporte aucun point.
- Les 2 meilleures équipes de chaque conférence sont qualifiés pour les demi-finales de conférence et sont accompagnées par les 4 meilleures équipes restantes qui ont le meilleur total de points. Ainsi, une équipe peut se retrouver dans la conférence opposée à celle où elle participe comme le Real Salt Lake cette saison.
- En cas d'égalité, les critères suivants départagent les équipes :

1. Face-à-face
2. Différence de buts générale
3. Nombre de buts marqués
4. Ces 3 premiers critères seulement appliqués aux matchs à l'extérieur
5. Ces 3 premiers critères seulement appliqués aux matchs à domicile
6. Meilleur classement du fair-play
7. Tirage à la pièce

## Saison régulière

### Classements des conférences Ouest et Est
| Rang | Équipe                   | Pts | J  | G  | N  | P  | Bp | Bc | Diff |
| ---- | ------------------------ | --- | -- | -- | -- | -- | -- | -- | ---- |
| 1    | Galaxy de Los Angeles    | 48  | 30 | 12 | 12 | 6  | 36 | 31 | +5   |
| 2    | Dynamo de Houston        | 48  | 30 | 13 | 9  | 8  | 39 | 29 | +10  |
| 3    | Sounders FC de Seattle C | 47  | 30 | 12 | 11 | 7  | 38 | 29 | +9   |
| 4    | CD Chivas USA            | 45  | 30 | 13 | 6  | 11 | 34 | 31 | +3   |
| 5    | Real Salt Lake           | 40  | 30 | 11 | 7  | 12 | 43 | 35 | +8   |
| 6    | Rapids du Colorado       | 40  | 30 | 10 | 10 | 10 | 42 | 38 | +4   |
| 7    | FC Dallas                | 39  | 30 | 11 | 6  | 13 | 50 | 46 | +4   |
| 8    | Earthquakes de San José  | 30  | 30 | 7  | 9  | 14 | 36 | 50 | -14  |

| Rang | Équipe                               | Pts | J  | G  | N  | P  | Bp | Bc | Diff |
| ---- | ------------------------------------ | --- | -- | -- | -- | -- | -- | -- | ---- |
| 1    | Crew de Columbus T                   | 49  | 30 | 13 | 10 | 7  | 41 | 31 | +10  |
| 2    | Fire de Chicago                      | 45  | 30 | 11 | 12 | 7  | 39 | 34 | +5   |
| 3    | Revolution de la Nouvelle-Angleterre | 42  | 30 | 11 | 9  | 10 | 33 | 37 | -4   |
| 4    | D.C. United                          | 40  | 30 | 9  | 13 | 8  | 43 | 44 | -1   |
| 5    | Toronto FC                           | 39  | 30 | 10 | 9  | 11 | 37 | 46 | -9   |
| 6    | Wizards de Kansas City               | 33  | 30 | 8  | 9  | 14 | 33 | 42 | -9   |
| 7    | Red Bulls de New York                | 21  | 30 | 5  | 6  | 19 | 27 | 47 | -20  |

- MLS Supporters' Shield et qualification automatique pour les séries éliminatoires
- Franchise directement qualifiée pour les séries éliminatoires
- Qualification pour les séries éliminatoires

T : Tenant du titre

C : Vainqueur de la Coupe des États-Unis de soccer

### Classement général
Le Toronto FC étant une franchise canadienne, elle ne dispute pas la Coupe des États-Unis de soccer et ne peut se qualifier pour la Ligue des champions de la CONCACAF qu'à travers le Championnat canadien.
| Rang | Équipe                               | Pts | J  | G  | N  | P  | Bp | Bc | Diff |
| ---- | ------------------------------------ | --- | -- | -- | -- | -- | -- | -- | ---- |
| 1    | Crew de Columbus T                   | 49  | 30 | 13 | 10 | 7  | 41 | 31 | +10  |
| 2    | Galaxy de Los Angeles                | 48  | 30 | 12 | 12 | 6  | 36 | 31 | +5   |
| 3    | Dynamo de Houston                    | 48  | 30 | 13 | 9  | 8  | 39 | 29 | +10  |
| 4    | Sounders FC de Seattle C             | 47  | 30 | 12 | 11 | 7  | 38 | 29 | +9   |
| 5    | Fire de Chicago                      | 45  | 30 | 11 | 12 | 7  | 39 | 34 | +5   |
| 6    | CD Chivas USA                        | 45  | 30 | 13 | 6  | 11 | 34 | 31 | +3   |
| 7    | Revolution de la Nouvelle-Angleterre | 42  | 30 | 11 | 9  | 10 | 33 | 37 | -4   |
| 8    | Real Salt Lake                       | 40  | 30 | 11 | 7  | 12 | 43 | 35 | +8   |
| 9    | Rapids du Colorado                   | 40  | 30 | 10 | 10 | 10 | 42 | 38 | +4   |
| 10   | D.C. United                          | 40  | 30 | 9  | 13 | 8  | 43 | 44 | -1   |
| 11   | FC Dallas                            | 39  | 30 | 11 | 6  | 13 | 50 | 46 | +4   |
| 12   | Toronto FC                           | 39  | 30 | 10 | 9  | 11 | 37 | 46 | -9   |
| 13   | Wizards de Kansas City               | 33  | 30 | 8  | 9  | 14 | 33 | 42 | -9   |
| 14   | Earthquakes de San José              | 30  | 30 | 7  | 9  | 14 | 36 | 50 | -14  |
| 15   | Red Bulls de New York                | 21  | 30 | 5  | 6  | 19 | 27 | 47 | -20  |

- MLS Supporters' Shield, qualification pour les séries éliminatoires, pour la Ligue des champions de la CONCACAF 2010-2011 et le troisième tour de la Coupe des États-Unis de soccer 2010
- Qualification pour les séries éliminatoires, pour la Ligue des champions de la CONCACAF 2010-2011 et le troisième tour de la Coupe des États-Unis de soccer 2010
- Qualification pour les séries éliminatoires, la SuperLiga 2010 et le troisième tour de la Coupe des États-Unis de soccer 2010
- Qualification pour les séries éliminatoires et pour la SuperLiga 2010 et le troisième tour de la Coupe des États-Unis de soccer 2010
- Qualification pour les séries éliminatoires et pour la SuperLiga 2010 et pour les demi-finales du tour préliminaire de la Coupe des États-Unis de soccer 2010
- Qualification pour les séries éliminatoires et pour les demi-finales du tour préliminaire de la Coupe des États-Unis de soccer 2010
- Franchise non qualifiée pour les séries éliminatoires et qualification pour les demi-finales du tour préliminaire de la Coupe des États-Unis de soccer 2010
- Franchise non qualifiée pour les séries éliminatoires
- Franchise non qualifiée pour les séries éliminatoires et qualification pour le barrage du tour préliminaire de la Coupe des États-Unis de soccer 2010

T : Tenant du titre

C : Vainqueur de la Coupe des États-Unis de soccer 2009

### Résultats
Source : Résultats de la saison

#### Tableau par équipe
| Clubs, abréviations et couleurs: Fire de Chicago - CHI • Chivas USA - CHV • Rapids du Colorado - COL • Crew de Columbus - CLB • D.C. United - DC FC Dallas - DAL • Dynamo de Houston - HOU • Wizards de Kansas City - KC • Galaxy de Los Angeles - LA • Revolution de la Nouvelle-Angleterre - N-A Red Bulls de New York - NY • Real Salt Lake - RSL • Earthquakes de San José - SJ • Sounders FC de Seattle - SEA • Toronto FC - TOR Victoire * Défaite * Nul * Domicile | Clubs, abréviations et couleurs: Fire de Chicago - CHI • Chivas USA - CHV • Rapids du Colorado - COL • Crew de Columbus - CLB • D.C. United - DC FC Dallas - DAL • Dynamo de Houston - HOU • Wizards de Kansas City - KC • Galaxy de Los Angeles - LA • Revolution de la Nouvelle-Angleterre - N-A Red Bulls de New York - NY • Real Salt Lake - RSL • Earthquakes de San José - SJ • Sounders FC de Seattle - SEA • Toronto FC - TOR Victoire * Défaite * Nul * Domicile | Clubs, abréviations et couleurs: Fire de Chicago - CHI • Chivas USA - CHV • Rapids du Colorado - COL • Crew de Columbus - CLB • D.C. United - DC FC Dallas - DAL • Dynamo de Houston - HOU • Wizards de Kansas City - KC • Galaxy de Los Angeles - LA • Revolution de la Nouvelle-Angleterre - N-A Red Bulls de New York - NY • Real Salt Lake - RSL • Earthquakes de San José - SJ • Sounders FC de Seattle - SEA • Toronto FC - TOR Victoire * Défaite * Nul * Domicile | Clubs, abréviations et couleurs: Fire de Chicago - CHI • Chivas USA - CHV • Rapids du Colorado - COL • Crew de Columbus - CLB • D.C. United - DC FC Dallas - DAL • Dynamo de Houston - HOU • Wizards de Kansas City - KC • Galaxy de Los Angeles - LA • Revolution de la Nouvelle-Angleterre - N-A Red Bulls de New York - NY • Real Salt Lake - RSL • Earthquakes de San José - SJ • Sounders FC de Seattle - SEA • Toronto FC - TOR Victoire * Défaite * Nul * Domicile | Clubs, abréviations et couleurs: Fire de Chicago - CHI • Chivas USA - CHV • Rapids du Colorado - COL • Crew de Columbus - CLB • D.C. United - DC FC Dallas - DAL • Dynamo de Houston - HOU • Wizards de Kansas City - KC • Galaxy de Los Angeles - LA • Revolution de la Nouvelle-Angleterre - N-A Red Bulls de New York - NY • Real Salt Lake - RSL • Earthquakes de San José - SJ • Sounders FC de Seattle - SEA • Toronto FC - TOR Victoire * Défaite * Nul * Domicile | Clubs, abréviations et couleurs: Fire de Chicago - CHI • Chivas USA - CHV • Rapids du Colorado - COL • Crew de Columbus - CLB • D.C. United - DC FC Dallas - DAL • Dynamo de Houston - HOU • Wizards de Kansas City - KC • Galaxy de Los Angeles - LA • Revolution de la Nouvelle-Angleterre - N-A Red Bulls de New York - NY • Real Salt Lake - RSL • Earthquakes de San José - SJ • Sounders FC de Seattle - SEA • Toronto FC - TOR Victoire * Défaite * Nul * Domicile | Clubs, abréviations et couleurs: Fire de Chicago - CHI • Chivas USA - CHV • Rapids du Colorado - COL • Crew de Columbus - CLB • D.C. United - DC FC Dallas - DAL • Dynamo de Houston - HOU • Wizards de Kansas City - KC • Galaxy de Los Angeles - LA • Revolution de la Nouvelle-Angleterre - N-A Red Bulls de New York - NY • Real Salt Lake - RSL • Earthquakes de San José - SJ • Sounders FC de Seattle - SEA • Toronto FC - TOR Victoire * Défaite * Nul * Domicile | Clubs, abréviations et couleurs: Fire de Chicago - CHI • Chivas USA - CHV • Rapids du Colorado - COL • Crew de Columbus - CLB • D.C. United - DC FC Dallas - DAL • Dynamo de Houston - HOU • Wizards de Kansas City - KC • Galaxy de Los Angeles - LA • Revolution de la Nouvelle-Angleterre - N-A Red Bulls de New York - NY • Real Salt Lake - RSL • Earthquakes de San José - SJ • Sounders FC de Seattle - SEA • Toronto FC - TOR Victoire * Défaite * Nul * Domicile | Clubs, abréviations et couleurs: Fire de Chicago - CHI • Chivas USA - CHV • Rapids du Colorado - COL • Crew de Columbus - CLB • D.C. United - DC FC Dallas - DAL • Dynamo de Houston - HOU • Wizards de Kansas City - KC • Galaxy de Los Angeles - LA • Revolution de la Nouvelle-Angleterre - N-A Red Bulls de New York - NY • Real Salt Lake - RSL • Earthquakes de San José - SJ • Sounders FC de Seattle - SEA • Toronto FC - TOR Victoire * Défaite * Nul * Domicile | Clubs, abréviations et couleurs: Fire de Chicago - CHI • Chivas USA - CHV • Rapids du Colorado - COL • Crew de Columbus - CLB • D.C. United - DC FC Dallas - DAL • Dynamo de Houston - HOU • Wizards de Kansas City - KC • Galaxy de Los Angeles - LA • Revolution de la Nouvelle-Angleterre - N-A Red Bulls de New York - NY • Real Salt Lake - RSL • Earthquakes de San José - SJ • Sounders FC de Seattle - SEA • Toronto FC - TOR Victoire * Défaite * Nul * Domicile | Clubs, abréviations et couleurs: Fire de Chicago - CHI • Chivas USA - CHV • Rapids du Colorado - COL • Crew de Columbus - CLB • D.C. United - DC FC Dallas - DAL • Dynamo de Houston - HOU • Wizards de Kansas City - KC • Galaxy de Los Angeles - LA • Revolution de la Nouvelle-Angleterre - N-A Red Bulls de New York - NY • Real Salt Lake - RSL • Earthquakes de San José - SJ • Sounders FC de Seattle - SEA • Toronto FC - TOR Victoire * Défaite * Nul * Domicile | Clubs, abréviations et couleurs: Fire de Chicago - CHI • Chivas USA - CHV • Rapids du Colorado - COL • Crew de Columbus - CLB • D.C. United - DC FC Dallas - DAL • Dynamo de Houston - HOU • Wizards de Kansas City - KC • Galaxy de Los Angeles - LA • Revolution de la Nouvelle-Angleterre - N-A Red Bulls de New York - NY • Real Salt Lake - RSL • Earthquakes de San José - SJ • Sounders FC de Seattle - SEA • Toronto FC - TOR Victoire * Défaite * Nul * Domicile | Clubs, abréviations et couleurs: Fire de Chicago - CHI • Chivas USA - CHV • Rapids du Colorado - COL • Crew de Columbus - CLB • D.C. United - DC FC Dallas - DAL • Dynamo de Houston - HOU • Wizards de Kansas City - KC • Galaxy de Los Angeles - LA • Revolution de la Nouvelle-Angleterre - N-A Red Bulls de New York - NY • Real Salt Lake - RSL • Earthquakes de San José - SJ • Sounders FC de Seattle - SEA • Toronto FC - TOR Victoire * Défaite * Nul * Domicile | Clubs, abréviations et couleurs: Fire de Chicago - CHI • Chivas USA - CHV • Rapids du Colorado - COL • Crew de Columbus - CLB • D.C. United - DC FC Dallas - DAL • Dynamo de Houston - HOU • Wizards de Kansas City - KC • Galaxy de Los Angeles - LA • Revolution de la Nouvelle-Angleterre - N-A Red Bulls de New York - NY • Real Salt Lake - RSL • Earthquakes de San José - SJ • Sounders FC de Seattle - SEA • Toronto FC - TOR Victoire * Défaite * Nul * Domicile | Clubs, abréviations et couleurs: Fire de Chicago - CHI • Chivas USA - CHV • Rapids du Colorado - COL • Crew de Columbus - CLB • D.C. United - DC FC Dallas - DAL • Dynamo de Houston - HOU • Wizards de Kansas City - KC • Galaxy de Los Angeles - LA • Revolution de la Nouvelle-Angleterre - N-A Red Bulls de New York - NY • Real Salt Lake - RSL • Earthquakes de San José - SJ • Sounders FC de Seattle - SEA • Toronto FC - TOR Victoire * Défaite * Nul * Domicile | Clubs, abréviations et couleurs: Fire de Chicago - CHI • Chivas USA - CHV • Rapids du Colorado - COL • Crew de Columbus - CLB • D.C. United - DC FC Dallas - DAL • Dynamo de Houston - HOU • Wizards de Kansas City - KC • Galaxy de Los Angeles - LA • Revolution de la Nouvelle-Angleterre - N-A Red Bulls de New York - NY • Real Salt Lake - RSL • Earthquakes de San José - SJ • Sounders FC de Seattle - SEA • Toronto FC - TOR Victoire * Défaite * Nul * Domicile | Clubs, abréviations et couleurs: Fire de Chicago - CHI • Chivas USA - CHV • Rapids du Colorado - COL • Crew de Columbus - CLB • D.C. United - DC FC Dallas - DAL • Dynamo de Houston - HOU • Wizards de Kansas City - KC • Galaxy de Los Angeles - LA • Revolution de la Nouvelle-Angleterre - N-A Red Bulls de New York - NY • Real Salt Lake - RSL • Earthquakes de San José - SJ • Sounders FC de Seattle - SEA • Toronto FC - TOR Victoire * Défaite * Nul * Domicile | Clubs, abréviations et couleurs: Fire de Chicago - CHI • Chivas USA - CHV • Rapids du Colorado - COL • Crew de Columbus - CLB • D.C. United - DC FC Dallas - DAL • Dynamo de Houston - HOU • Wizards de Kansas City - KC • Galaxy de Los Angeles - LA • Revolution de la Nouvelle-Angleterre - N-A Red Bulls de New York - NY • Real Salt Lake - RSL • Earthquakes de San José - SJ • Sounders FC de Seattle - SEA • Toronto FC - TOR Victoire * Défaite * Nul * Domicile | Clubs, abréviations et couleurs: Fire de Chicago - CHI • Chivas USA - CHV • Rapids du Colorado - COL • Crew de Columbus - CLB • D.C. United - DC FC Dallas - DAL • Dynamo de Houston - HOU • Wizards de Kansas City - KC • Galaxy de Los Angeles - LA • Revolution de la Nouvelle-Angleterre - N-A Red Bulls de New York - NY • Real Salt Lake - RSL • Earthquakes de San José - SJ • Sounders FC de Seattle - SEA • Toronto FC - TOR Victoire * Défaite * Nul * Domicile | Clubs, abréviations et couleurs: Fire de Chicago - CHI • Chivas USA - CHV • Rapids du Colorado - COL • Crew de Columbus - CLB • D.C. United - DC FC Dallas - DAL • Dynamo de Houston - HOU • Wizards de Kansas City - KC • Galaxy de Los Angeles - LA • Revolution de la Nouvelle-Angleterre - N-A Red Bulls de New York - NY • Real Salt Lake - RSL • Earthquakes de San José - SJ • Sounders FC de Seattle - SEA • Toronto FC - TOR Victoire * Défaite * Nul * Domicile | Clubs, abréviations et couleurs: Fire de Chicago - CHI • Chivas USA - CHV • Rapids du Colorado - COL • Crew de Columbus - CLB • D.C. United - DC FC Dallas - DAL • Dynamo de Houston - HOU • Wizards de Kansas City - KC • Galaxy de Los Angeles - LA • Revolution de la Nouvelle-Angleterre - N-A Red Bulls de New York - NY • Real Salt Lake - RSL • Earthquakes de San José - SJ • Sounders FC de Seattle - SEA • Toronto FC - TOR Victoire * Défaite * Nul * Domicile | Clubs, abréviations et couleurs: Fire de Chicago - CHI • Chivas USA - CHV • Rapids du Colorado - COL • Crew de Columbus - CLB • D.C. United - DC FC Dallas - DAL • Dynamo de Houston - HOU • Wizards de Kansas City - KC • Galaxy de Los Angeles - LA • Revolution de la Nouvelle-Angleterre - N-A Red Bulls de New York - NY • Real Salt Lake - RSL • Earthquakes de San José - SJ • Sounders FC de Seattle - SEA • Toronto FC - TOR Victoire * Défaite * Nul * Domicile | Clubs, abréviations et couleurs: Fire de Chicago - CHI • Chivas USA - CHV • Rapids du Colorado - COL • Crew de Columbus - CLB • D.C. United - DC FC Dallas - DAL • Dynamo de Houston - HOU • Wizards de Kansas City - KC • Galaxy de Los Angeles - LA • Revolution de la Nouvelle-Angleterre - N-A Red Bulls de New York - NY • Real Salt Lake - RSL • Earthquakes de San José - SJ • Sounders FC de Seattle - SEA • Toronto FC - TOR Victoire * Défaite * Nul * Domicile | Clubs, abréviations et couleurs: Fire de Chicago - CHI • Chivas USA - CHV • Rapids du Colorado - COL • Crew de Columbus - CLB • D.C. United - DC FC Dallas - DAL • Dynamo de Houston - HOU • Wizards de Kansas City - KC • Galaxy de Los Angeles - LA • Revolution de la Nouvelle-Angleterre - N-A Red Bulls de New York - NY • Real Salt Lake - RSL • Earthquakes de San José - SJ • Sounders FC de Seattle - SEA • Toronto FC - TOR Victoire * Défaite * Nul * Domicile | Clubs, abréviations et couleurs: Fire de Chicago - CHI • Chivas USA - CHV • Rapids du Colorado - COL • Crew de Columbus - CLB • D.C. United - DC FC Dallas - DAL • Dynamo de Houston - HOU • Wizards de Kansas City - KC • Galaxy de Los Angeles - LA • Revolution de la Nouvelle-Angleterre - N-A Red Bulls de New York - NY • Real Salt Lake - RSL • Earthquakes de San José - SJ • Sounders FC de Seattle - SEA • Toronto FC - TOR Victoire * Défaite * Nul * Domicile | Clubs, abréviations et couleurs: Fire de Chicago - CHI • Chivas USA - CHV • Rapids du Colorado - COL • Crew de Columbus - CLB • D.C. United - DC FC Dallas - DAL • Dynamo de Houston - HOU • Wizards de Kansas City - KC • Galaxy de Los Angeles - LA • Revolution de la Nouvelle-Angleterre - N-A Red Bulls de New York - NY • Real Salt Lake - RSL • Earthquakes de San José - SJ • Sounders FC de Seattle - SEA • Toronto FC - TOR Victoire * Défaite * Nul * Domicile | Clubs, abréviations et couleurs: Fire de Chicago - CHI • Chivas USA - CHV • Rapids du Colorado - COL • Crew de Columbus - CLB • D.C. United - DC FC Dallas - DAL • Dynamo de Houston - HOU • Wizards de Kansas City - KC • Galaxy de Los Angeles - LA • Revolution de la Nouvelle-Angleterre - N-A Red Bulls de New York - NY • Real Salt Lake - RSL • Earthquakes de San José - SJ • Sounders FC de Seattle - SEA • Toronto FC - TOR Victoire * Défaite * Nul * Domicile | Clubs, abréviations et couleurs: Fire de Chicago - CHI • Chivas USA - CHV • Rapids du Colorado - COL • Crew de Columbus - CLB • D.C. United - DC FC Dallas - DAL • Dynamo de Houston - HOU • Wizards de Kansas City - KC • Galaxy de Los Angeles - LA • Revolution de la Nouvelle-Angleterre - N-A Red Bulls de New York - NY • Real Salt Lake - RSL • Earthquakes de San José - SJ • Sounders FC de Seattle - SEA • Toronto FC - TOR Victoire * Défaite * Nul * Domicile | Clubs, abréviations et couleurs: Fire de Chicago - CHI • Chivas USA - CHV • Rapids du Colorado - COL • Crew de Columbus - CLB • D.C. United - DC FC Dallas - DAL • Dynamo de Houston - HOU • Wizards de Kansas City - KC • Galaxy de Los Angeles - LA • Revolution de la Nouvelle-Angleterre - N-A Red Bulls de New York - NY • Real Salt Lake - RSL • Earthquakes de San José - SJ • Sounders FC de Seattle - SEA • Toronto FC - TOR Victoire * Défaite * Nul * Domicile | Clubs, abréviations et couleurs: Fire de Chicago - CHI • Chivas USA - CHV • Rapids du Colorado - COL • Crew de Columbus - CLB • D.C. United - DC FC Dallas - DAL • Dynamo de Houston - HOU • Wizards de Kansas City - KC • Galaxy de Los Angeles - LA • Revolution de la Nouvelle-Angleterre - N-A Red Bulls de New York - NY • Real Salt Lake - RSL • Earthquakes de San José - SJ • Sounders FC de Seattle - SEA • Toronto FC - TOR Victoire * Défaite * Nul * Domicile | Clubs, abréviations et couleurs: Fire de Chicago - CHI • Chivas USA - CHV • Rapids du Colorado - COL • Crew de Columbus - CLB • D.C. United - DC FC Dallas - DAL • Dynamo de Houston - HOU • Wizards de Kansas City - KC • Galaxy de Los Angeles - LA • Revolution de la Nouvelle-Angleterre - N-A Red Bulls de New York - NY • Real Salt Lake - RSL • Earthquakes de San José - SJ • Sounders FC de Seattle - SEA • Toronto FC - TOR Victoire * Défaite * Nul * Domicile |
| Club | Match | Match | Match | Match | Match | Match | Match | Match | Match | Match | Match | Match | Match | Match | Match | Match | Match | Match | Match | Match | Match | Match | Match | Match | Match | Match | Match | Match | Match | Match |
| Club | 1 | 2 | 3 | 4 | 5 | 6 | 7 | 8 | 9 | 10 | 11 | 12 | 13 | 14 | 15 | 16 | 17 | 18 | 19 | 20 | 21 | 22 | 23 | 24 | 25 | 26 | 27 | 28 | 29 | 30 |
| --- | --- | --- | --- | --- | --- | --- | --- | --- | --- | --- | --- | --- | --- | --- | --- | --- | --- | --- | --- | --- | --- | --- | --- | --- | --- | --- | --- | --- | --- | --- |
| Fire de Chicago | DAL | DC | NY | SJ | KC | CLB | SEA | N-A | TOR | NY | CHV | DAL | HOU | DC | COL | CLB | SJ | SEA | RSL | HOU | KC | LA | COL | DC | RSL | CLB | TOR | LA | N-A | CHV |
| Fire de Chicago | 3-1 | 1-1 | 0-1 | 3-3 | 2-2 | 2-2 | 1-1 | 1-1 | 2-0 | 1-0 | 3-2 | 3-0 | 1-0 | 1-2 | 2-1 | 0-0 | 0-2 | 0-0 | 0-1 | 2-3 | 2-0 | 2-0 | 2-3 | 1-0 | 1-1 | 2-2 | 2-2 | 0-1 | 0-0 | 0-1 |
| Chivas USA | COL | DAL | CLB | LA | SEA | TOR | DAL | SJ | RSL | DC | KC | CHI | SEA | HOU | CLB | LA | N-A | COL | NY | TOR | RSL | LA | N-A | SEA | NY | DC | KC | SJ | CHI | HOU |
| Chivas USA | 1-2 | 2-0 | 1-2 | 0-0 | 0-2 | 0-1 | 0-2 | 1-0 | 0-1 | 2-2 | 1-1 | 3-2 | 0-1 | 0-1 | 1-2 | 1-0 | 0-2 | 0-4 | 2-0 | 0-2 | 0-4 | 0-1 | 0-2 | 0-0 | 1-1 | 2-0 | 0-2 | 2-2 | 0-1 | 3-2 |
| Rapids du Colorado | CHV | KC | LA | CLB | HOU | LA | RSL | N-A | SEA | NY | RSL | DC | DAL | SEA | CHI | DAL | DC | NY | CLB | CHV | CHI | HOU | TOR | TOR | SJ | SJ | KC | N-A | DAL | RSL |
| Rapids du Colorado | 1-2 | 1-2 | 3-2 | 1-1 | 0-1 | 1-1 | 0-2 | 1-1 | 2-2 | 3-2 | 1-1 | 0-3 | 1-1 | 0-3 | 2-1 | 0-1 | 1-3 | 0-4 | 1-0 | 0-4 | 2-3 | 0-1 | 0-1 | 2-3 | 1-1 | 1-1 | 0-0 | 1-1 | 1-2 | 0-3 |
| Crew de Columbus | HOU | TOR | RSL | CHV | COL | CHI | TOR | KC | LA | SJ | SEA | KC | CHV | DAL | NY | DC | CHI | RSL | TOR | COL | SJ | DAL | NY | HOU | CHI | LA | SEA | N-A | DC | N-A |
| Crew de Columbus | 1-1 | 1-1 | 1-4 | 1-2 | 1-1 | 2-2 | 1-1 | 2-3 | 1-1 | 1-2 | 1-1 | 2-0 | 1-2 | 1-2 | 0-1 | 1-1 | 0-0 | 1-3 | 2-3 | 1-0 | 3-0 | 0-2 | 0-1 | 1-2 | 2-2 | 0-2 | 1-0 | 1-0 | 0-1 | 1-0 |
| D.C. United | LA | CHI | HOU | RSL | N-A | NY | DAL | KC | TOR | CHV | RSL | N-A | NY | CHI | SEA | COL | CLB | COL | SJ | HOU | TOR | LA | CHI | DAL | KC | SEA | SJ | CHV | CLB | KC |
| D.C. United | 2-2 | 1-1 | 0-1 | 1-2 | 1-1 | 3-2 | 1-2 | 1-1 | 3-3 | 2-2 | 0-0 | 1-2 | 2-0 | 1-2 | 3-3 | 0-3 | 1-1 | 1-3 | 2-2 | 3-4 | 0-2 | 0-0 | 1-0 | 2-2 | 0-1 | 2-1 | 2-1 | 2-0 | 0-1 | 2-2 |
| FC Dallas | CHI | CHV | N-A | TOR | TOR | CHV | DC | HOU | SEA | LA | CHI | SJ | HOU | CLB | COL | NY | COL | RSL | KC | HOU | CLB | NY | DC | LA | KC | RSL | N-A | SJ | COL | SEA |
| FC Dallas | 3-1 | 2-0 | 1-2 | 1-1 | 2-3 | 0-2 | 1-2 | 0-1 | 1-1 | 1-1 | 3-0 | 2-2 | 3-1 | 1-2 | 1-1 | 1-2 | 0-1 | 2-4 | 0-6 | 0-1 | 0-2 | 2-3 | 2-2 | 6-3 | 2-3 | 0-3 | 0-1 | 2-1 | 1-2 | 1-2 |
| Dynamo de Houston | CLB | SJ | DC | NY | COL | N-A | DAL | NY | SJ | TOR | CHI | CHV | DAL | RSL | LA | KC | SEA | TOR | N-A | DC | DAL | CHI | RSL | SEA | COL | CLB | RSL | KC | LA | CHV |
| Dynamo de Houston | 1-1 | 2-3 | 0-1 | 0-0 | 0-1 | 2-0 | 0-1 | 1-1 | 1-3 | 0-3 | 1-0 | 0-1 | 3-1 | 1-1 | 0-1 | 1-0 | 1-2 | 1-1 | 1-0 | 3-4 | 1-0 | 2-3 | 0-0 | 1-1 | 0-1 | 1-2 | 2-3 | 1-1 | 0-0 | 3-2 |
| Wizards de Kansas City | TOR | COL | SJ | SEA | CHI | NY | TOR | DC | CLB | RSL | CHV | LA | CLB | N-A | HOU | N-A | LA | DAL | CHI | SJ | RSL | N-A | DC | NY | DAL | COL | HOU | CHV | SEA | DC |
| Wizards de Kansas City | 3-2 | 1-2 | 0-2 | 1-0 | 2-2 | 0-1 | 0-1 | 1-1 | 2-3 | 2-0 | 1-1 | 1-1 | 2-0 | 1-3 | 1-0 | 0-0 | 1-1 | 0-6 | 2-0 | 0-1 | 1-0 | 4-2 | 0-1 | 1-0 | 2-3 | 0-0 | 1-1 | 0-2 | 3-2 | 2-2 |
| Galaxy de Los Angeles | DC | COL | CHV | SJ | COL | NY | RSL | SEA | CLB | DAL | KC | TOR | RSL | SJ | HOU | N-A | CHV | NY | KC | N-A | SEA | CHI | DC | CHV | DAL | TOR | CLB | CHI | HOU | SJ |
| Galaxy de Los Angeles | 2-2 | 3-2 | 0-0 | 1-1 | 1-1 | 0-1 | 2-2 | 1-1 | 1-1 | 1-1 | 1-1 | 2-1 | 2-0 | 1-2 | 0-1 | 0-1 | 1-0 | 3-1 | 1-1 | 2-1 | 0-2 | 2-0 | 0-0 | 0-1 | 6-3 | 0-2 | 0-2 | 0-1 | 0-0 | 0-2 |
| Revolution de la Nouvelle-Angleterre | SJ | NY | DAL | DC | RSL | HOU | CHI | COL | TOR | DC | NY | KC | LA | KC | CHV | HOU | TOR | LA | SEA | RSL | SJ | KC | CHV | NY | SEA | DAL | COL | CLB | CHI | CLB |
| Revolution de la Nouvelle-Angleterre | 1-0 | 1-1 | 1-2 | 1-1 | 0-6 | 2-0 | 1-1 | 1-1 | 1-3 | 1-2 | 0-4 | 1-3 | 0-1 | 0-0 | 0-2 | 1-0 | 1-1 | 2-1 | 1-0 | 1-3 | 1-2 | 4-2 | 0-2 | 1-1 | 1-2 | 0-1 | 1-1 | 1-0 | 0-0 | 1-0 |
| Red Bulls de New York | SEA | N-A | CHI | HOU | RSL | KC | DC | LA | SJ | HOU | CHI | COL | DC | N-A | TOR | SEA | TOR | CLB | DAL | LA | COL | CHV | DAL | CLB | KC | N-A | CHV | SJ | RSL | TOR |
| Red Bulls de New York | 0-3 | 1-1 | 0-1 | 0-0 | 0-2 | 0-1 | 3-2 | 0-1 | 1-4 | 1-1 | 1-0 | 3-2 | 0-2 | 0-4 | 1-3 | 1-1 | 0-2 | 0-1 | 1-2 | 3-1 | 0-4 | 2-0 | 2-3 | 0-1 | 1-0 | 1-1 | 1-1 | 0-1 | 0-2 | 5-0 |
| Real Salt Lake | SEA | CLB | DC | NY | N-A | COL | LA | CHV | KC | DC | SJ | COL | LA | HOU | TOR | SJ | CLB | DAL | CHI | SEA | HOU | N-A | CHV | KC | CHI | HOU | DAL | NY | TOR | COL |
| Real Salt Lake | 0-2 | 1-4 | 1-2 | 0-2 | 0-6 | 0-2 | 2-2 | 0-1 | 2-0 | 0-0 | 1-2 | 1-1 | 2-0 | 1-1 | 0-3 | 1-1 | 1-3 | 2-4 | 0-1 | 0-1 | 0-0 | 1-3 | 0-4 | 1-0 | 1-1 | 2-3 | 0-3 | 0-2 | 0-1 | 0-3 |
| Earthquakes de San José | N-A | HOU | KC | CHI | LA | SEA | CHV | NY | HOU | CLB | RSL | DAL | SEA | LA | RSL | TOR | CHI | DC | SEA | CLB | KC | N-A | COL | COL | DC | NY | DAL | TOR | CHV | LA |
| Earthquakes de San José | 1-0 | 2-3 | 0-2 | 3-3 | 1-1 | 0-2 | 1-0 | 1-4 | 1-3 | 1-2 | 1-2 | 2-2 | 1-2 | 1-2 | 1-1 | 3-1 | 0-2 | 2-2 | 0-4 | 3-0 | 0-1 | 1-2 | 1-1 | 1-1 | 2-1 | 0-1 | 2-1 | 1-1 | 2-2 | 0-2 |
| Sounders FC de Seattle | NY | RSL | TOR | KC | CHV | SJ | CHI | LA | DAL | COL | CLB | CHV | SJ | DC | NY | COL | HOU | CHI | SJ | RSL | LA | N-A | HOU | TOR | DC | CHV | N-A | CLB | KC | DAL |
| Sounders FC de Seattle | 0-3 | 0-2 | 2-0 | 1-0 | 0-2 | 0-2 | 1-1 | 1-1 | 1-1 | 2-2 | 1-1 | 0-1 | 1-2 | 3-3 | 1-1 | 0-3 | 1-2 | 0-0 | 0-4 | 0-1 | 2-0 | 1-0 | 1-1 | 0-0 | 2-1 | 0-0 | 1-2 | 1-0 | 3-2 | 1-2 |
| Toronto FC | KC | CLB | SEA | DAL | DAL | CHV | KC | CLB | DC | CHI | N-A | HOU | LA | NY | NY | RSL | SJ | HOU | CLB | N-A | DC | CHV | SEA | COL | COL | LA | CHI | SJ | RSL | NY |
| Toronto FC | 3-2 | 1-1 | 2-0 | 1-1 | 2-3 | 0-1 | 0-1 | 1-1 | 3-3 | 2-0 | 1-3 | 0-3 | 2-1 | 1-2 | 0-2 | 0-3 | 3-1 | 1-1 | 2-3 | 1-1 | 0-2 | 0-2 | 0-0 | 0-1 | 2-3 | 0-2 | 2-2 | 1-1 | 0-1 | 0-5 |

#### Tableaux généraux

##### Matchs inter-conférences
| Résultats (▼dom., ►ext.)                                   | CHIC | CHIV | COLO | COLU | DCU | FCD | HOU | KAN | LA  | N.-A. | NY  | RSL | SJ  | SEA | TOR |
| Fire de Chicago                                            |      | 1-0  | 3-2  |      |     | 0-3 | 0-1 |     | 0-2 |       |     | 1-0 | 2-0 | 1-1 |     |
| Chivas USA                                                 | 2-3  |      |      | 2-1  | 2-2 |     |     | 2-0 |     | 2-0   | 1-1 |     |     |     | 2-0 |
| Rapids du Colorado                                         | 1-2  |      |      | 0-1  | 3-0 |     |     | 2-1 |     | 1-1   | 4-0 |     |     |     | 1-0 |
| Crew de Columbus                                           |      | 2-1  | 1-1  |      |     | 2-0 | 2-1 |     | 2-0 |       |     | 3-1 | 2-1 | 0-1 |     |
| D.C. United                                                |      | 0-2  | 3-1  |      |     | 2-1 | 1-0 |     | 0-0 |       |     | 0-0 | 1-2 | 1-2 |     |
| FC Dallas                                                  | 1-3  |      |      | 2-1  | 2-2 |     |     | 6-0 |     | 1-0   | 2-1 |     |     |     | 3-2 |
| Dynamo de Houston                                          | 3-2  |      |      | 1-1  | 4-3 |     |     | 1-1 |     | 0-1   | 0-0 |     |     |     | 3-0 |
| Wizards de Kansas City                                     |      | 1-1  | 0-0  |      |     | 3-2 | 0-1 |     | 1-1 |       |     | 0-1 | 2-0 | 2-3 |     |
| Galaxy de Los Angeles                                      | 1-0  |      |      | 1-1  | 2-2 |     |     | 1-1 |     | 1-0   | 1-0 |     |     |     | 2-0 |
| Revolution de la Nouvelle-Angleterre                       |      | 2-0  | 1-1  |      |     | 2-1 | 0-2 |     | 1-2 |       |     | 3-1 | 2-1 | 2-1 |     |
| Red Bulls de New York                                      |      | 0-2  | 2-3  |      |     | 3-2 | 1-1 |     | 1-3 |       |     | 2-0 | 4-1 | 1-1 |     |
| Real Salt Lake                                             | 1-1  |      |      | 4-1  | 2-1 |     |     | 0-2 |     | 6-0   | 2-0 |     |     |     | 3-0 |
| Earthquakes de San José                                    | 3-3  |      |      | 0-3  | 2-2 |     |     | 1-0 |     | 0-1   | 1-0 |     |     |     | 1-3 |
| Sounders FC de Seattle                                     | 0-0  |      |      | 1-1  | 3-3 |     |     | 0-1 |     | 0-1   | 3-0 |     |     |     | 0-0 |
| Toronto FC                                                 |      | 1-0  | 3-2  |      |     | 1-1 | 1-1 |     | 1-2 |       |     | 1-0 | 1-1 | 0-2 |     |
| - Victoire à domicile - Match nul - Victoire à l'extérieur |      |      |      |      |     |     |     |     |     |       |     |     |     |     |     |

##### Matchs intra-conférences
Conférence Ouest
| Résultats (▼dom., ►ext.)                                   | CHIV | COLO | FCD | HOU | LA  | RSL | SJ  | SEA | CHIV | COLO | FCD | HOU | LA  | RSL | SJ  | SEA |
| Chivas USA                                                 |      | 2-1  | 2-0 | 2-3 | 0-1 | 1-0 | 2-2 | 2-0 |      |      |     |     |     |     |     | 1-0 |
| Rapids du Colorado                                         | 4-0  |      | 1-1 | 1-0 | 1-1 | 2-0 | 1-1 | 2-2 |      |      | 1-0 |     |     |     |     |     |
| FC Dallas                                                  | 0-2  | 2-1  |     | 1-3 | 1-1 | 3-0 | 2-2 | 1-1 |      |      |     | 1-0 |     |     |     |     |
| Dynamo de Houston                                          | 1-0  | 1-0  | 1-0 |     | 0-0 | 1-1 | 3-1 | 1-1 |      |      |     |     |     | 3-2 |     |     |
| Galaxy de Los Angeles                                      | 0-0  | 2-3  | 3-6 | 1-0 |     | 0-2 | 2-0 | 0-2 | 1-0  |      |     |     |     |     |     |     |
| Real Salt Lake                                             | 4-0  | 1-1  | 4-2 | 0-0 | 2-2 |     | 1-1 | 1-0 |      | 3-0  |     |     |     |     |     |     |
| Earthquakes de San José                                    | 0-1  | 1-1  | 1-2 | 3-2 | 1-1 | 2-1 |     | 4-0 |      |      |     |     | 2-1 |     |     |     |
| Sounders FC de Seattle                                     | 0-0  | 3-0  | 2-1 | 2-1 | 1-1 | 2-0 | 2-0 |     |      |      |     |     |     |     | 2-1 |     |
| - Victoire à domicile - Match nul - Victoire à l'extérieur |      |      |     |     |     |     |     |     |      |      |     |     |     |     |     |     |

Conférence Est
| Résultats (▼dom., ►ext.)                                   | CHIC | COLU | DCU | KAN | N.-A. | NY  | TOR | CHIC | COLU | DCU | KAN | N.-A. | NY  | TOR |
| Fire de Chicago                                            |      | 0-0  | 0-1 | 2-2 | 1-1   | 1-0 | 2-2 |      | 2-2  |     |     |       |     |     |
| Crew de Columbus                                           | 2-2  |      | 1-1 | 3-2 | 0-1   | 1-0 | 1-1 |      |      |     |     |       |     | 3-2 |
| D.C. United                                                | 1-1  | 1-0  |     | 1-0 | 1-1   | 2-0 | 3-3 | 2-1  |      |     |     |       |     |     |
| Wizards de Kansas City                                     | 0-2  | 0-2  | 1-1 |     | 3-1   | 1-0 | 2-3 |      |      | 2-2 |     |       |     |     |
| Revolution de la Nouvelle-Angleterre                       | 0-0  | 0-1  | 2-1 | 0-0 |       | 4-0 | 1-1 |      |      |     | 2-4 |       |     |     |
| Red Bulls de New York                                      | 0-1  | 1-0  | 2-3 | 0-1 | 1-1   |     | 5-0 |      |      |     |     | 1-1   |     |     |
| Toronto FC                                                 | 0-2  | 1-1  | 2-0 | 1-0 | 3-1   | 2-1 |     |      |      |     |     |       | 2-0 |     |
| - Victoire à domicile - Match nul - Victoire à l'extérieur |      |      |     |     |       |     |     |      |      |     |     |       |     |     |

## Playoffs

### Règlement
Il y a 5 équipes qualifiées dans la conférence Ouest contre 3 dans la conférence Est.
Ainsi, l'équipe qui finira 5e à l'Ouest sera E4 dans ces play-offs.
Les équipes classées premières de leur conférence affrontent le quatrième de leur conférence en demi-finale de conférence (le deuxième affrontant le troisième) qui se déroulent par match aller-retour, avec match retour chez l'équipe la mieux classée. En cas d'égalité, à l'issue des deux matchs, une prolongation de deux fois quinze minutes a lieu. Si les équipes ne se départagent pas, une séance de tirs au but a alors lieu.
Les finales de conférence se déroulent sur les terrains des équipes les mieux classées tandis que la finale MLS a lieu au Qwest Field de Seattle.
Ces 2 tours se déroulent en un seul match, avec prolongation et tirs au but pour départager si nécessaire les équipes.
Les finalistes du championnat se qualifient pour la Ligue des champions de la CONCACAF 2010-2011.

### Tableau
|  | Demi-finales de Conférence              | Demi-finales de Conférence              | Demi-finales de Conférence             | Demi-finales de Conférence |                          |                          | Finales de Conférence                | Finales de Conférence                | Finales de Conférence                | Finales de Conférence                |  |  | MLS Cup 2009                      | MLS Cup 2009                      | MLS Cup 2009                      | MLS Cup 2009                      |
|  |                                         |                                         |                                        |                            |                          |                          |                                      |                                      |                                      |                                      |  |  |                                   |                                   |                                   |                                   |
|  | 31 octobre et 5 novembre                | 31 octobre et 5 novembre                | 31 octobre et 5 novembre               | 31 octobre et 5 novembre   |                          |                          | 14 novembre, Toyota Park, Bridgeview | 14 novembre, Toyota Park, Bridgeview | 14 novembre, Toyota Park, Bridgeview | 14 novembre, Toyota Park, Bridgeview |  |  | 22 novembre, Qwest Field, Seattle | 22 novembre, Qwest Field, Seattle | 22 novembre, Qwest Field, Seattle | 22 novembre, Qwest Field, Seattle |
|  | 31 octobre et 5 novembre                | 31 octobre et 5 novembre                | 31 octobre et 5 novembre               | 31 octobre et 5 novembre   |                          |                          | 14 novembre, Toyota Park, Bridgeview | 14 novembre, Toyota Park, Bridgeview | 14 novembre, Toyota Park, Bridgeview | 14 novembre, Toyota Park, Bridgeview |  |  | 22 novembre, Qwest Field, Seattle | 22 novembre, Qwest Field, Seattle | 22 novembre, Qwest Field, Seattle | 22 novembre, Qwest Field, Seattle |
|  | E1 Crew de Columbus                     | E1 Crew de Columbus                     | 0                                      | 2                          |                          |                          | 14 novembre, Toyota Park, Bridgeview | 14 novembre, Toyota Park, Bridgeview | 14 novembre, Toyota Park, Bridgeview | 14 novembre, Toyota Park, Bridgeview |  |  | 22 novembre, Qwest Field, Seattle | 22 novembre, Qwest Field, Seattle | 22 novembre, Qwest Field, Seattle | 22 novembre, Qwest Field, Seattle |
|  | E1 Crew de Columbus                     | E1 Crew de Columbus                     | 0                                      | 2                          |                          |                          | 14 novembre, Toyota Park, Bridgeview | 14 novembre, Toyota Park, Bridgeview | 14 novembre, Toyota Park, Bridgeview | 14 novembre, Toyota Park, Bridgeview |  |  | 22 novembre, Qwest Field, Seattle | 22 novembre, Qwest Field, Seattle | 22 novembre, Qwest Field, Seattle | 22 novembre, Qwest Field, Seattle |
|  | E4 Real Salt Lake                       | E4 Real Salt Lake                       | 1                                      | 3                          |                          |                          | 14 novembre, Toyota Park, Bridgeview | 14 novembre, Toyota Park, Bridgeview | 14 novembre, Toyota Park, Bridgeview | 14 novembre, Toyota Park, Bridgeview |  |  | 22 novembre, Qwest Field, Seattle | 22 novembre, Qwest Field, Seattle | 22 novembre, Qwest Field, Seattle | 22 novembre, Qwest Field, Seattle |
|  | E4 Real Salt Lake                       | E4 Real Salt Lake                       | 1                                      | 3                          | E4 Real Salt Lake t.a.b  | E4 Real Salt Lake t.a.b  | 0 (5)                                | 0 (5)                                |                                      |                                      |  |  | 22 novembre, Qwest Field, Seattle | 22 novembre, Qwest Field, Seattle | 22 novembre, Qwest Field, Seattle | 22 novembre, Qwest Field, Seattle |
|  | 1er et 7 novembre                       |                                         |                                        |                            | E4 Real Salt Lake t.a.b  | E4 Real Salt Lake t.a.b  | 0 (5)                                | 0 (5)                                |                                      |                                      |  |  | 22 novembre, Qwest Field, Seattle | 22 novembre, Qwest Field, Seattle | 22 novembre, Qwest Field, Seattle | 22 novembre, Qwest Field, Seattle |
|  |                                         |                                         | E2 Fire de Chicago                     | E2 Fire de Chicago         | 0 (4)                    | 0 (4)                    |                                      |                                      |                                      |                                      |  |  | 22 novembre, Qwest Field, Seattle | 22 novembre, Qwest Field, Seattle | 22 novembre, Qwest Field, Seattle | 22 novembre, Qwest Field, Seattle |
|  | E3 Revolution de la Nouvelle-Angleterre | E3 Revolution de la Nouvelle-Angleterre | E2 Fire de Chicago                     | E2 Fire de Chicago         | 0 (4)                    | 0 (4)                    | 2                                    | 0                                    |                                      |                                      |  |  | 22 novembre, Qwest Field, Seattle | 22 novembre, Qwest Field, Seattle | 22 novembre, Qwest Field, Seattle | 22 novembre, Qwest Field, Seattle |
|  | E3 Revolution de la Nouvelle-Angleterre | E3 Revolution de la Nouvelle-Angleterre | 13 novembre, Home Depot Center, Carson |                            |                          |                          | 2                                    | 0                                    |                                      |                                      |  |  | 22 novembre, Qwest Field, Seattle | 22 novembre, Qwest Field, Seattle | 22 novembre, Qwest Field, Seattle | 22 novembre, Qwest Field, Seattle |
|  | E2 Fire de Chicago                      | E2 Fire de Chicago                      | 1                                      | 2                          |                          |                          |                                      |                                      |                                      |                                      |  |  | 22 novembre, Qwest Field, Seattle | 22 novembre, Qwest Field, Seattle | 22 novembre, Qwest Field, Seattle | 22 novembre, Qwest Field, Seattle |
|  | E2 Fire de Chicago                      | E2 Fire de Chicago                      | 1                                      | 2                          | E4 Real Salt Lake t.a.b  | E4 Real Salt Lake t.a.b  | 1 (5)                                | 1 (5)                                |                                      |                                      |  |  |                                   |                                   |                                   |                                   |
|  | 1er et 8 novembre                       |                                         |                                        |                            | E4 Real Salt Lake t.a.b  | E4 Real Salt Lake t.a.b  | 1 (5)                                | 1 (5)                                |                                      |                                      |  |  |                                   |                                   |                                   |                                   |
|  |                                         |                                         | O1 Galaxy de Los Angeles               | O1 Galaxy de Los Angeles   | 1 (4)                    | 1 (4)                    |                                      |                                      |                                      |                                      |  |  |                                   |                                   |                                   |                                   |
|  | O1 Galaxy de Los Angeles                | O1 Galaxy de Los Angeles                | O1 Galaxy de Los Angeles               | O1 Galaxy de Los Angeles   | 1 (4)                    | 1 (4)                    | 2                                    | 1                                    |                                      |                                      |  |  |                                   |                                   |                                   |                                   |
|  | O1 Galaxy de Los Angeles                | O1 Galaxy de Los Angeles                |                                        |                            |                          |                          |                                      |                                      |                                      |                                      |  |  |                                   |                                   |                                   |                                   |
|  | O4 Chivas USA                           | O4 Chivas USA                           | 2                                      | 0                          |                          |                          |                                      |                                      |                                      |                                      |  |  |                                   |                                   |                                   |                                   |
|  | O4 Chivas USA                           | O4 Chivas USA                           | 2                                      | 0                          | O1 Galaxy de Los Angeles | O1 Galaxy de Los Angeles | 2ap                                  | 2ap                                  |                                      |                                      |  |  |                                   |                                   |                                   |                                   |
|  | 29 octobre et 8 novembre                |                                         |                                        |                            | O1 Galaxy de Los Angeles | O1 Galaxy de Los Angeles | 2ap                                  | 2ap                                  |                                      |                                      |  |  |                                   |                                   |                                   |                                   |
|  |                                         |                                         | O2 Dynamo de Houston                   | O2 Dynamo de Houston       | 0                        | 0                        |                                      |                                      |                                      |                                      |  |  |                                   |                                   |                                   |                                   |
|  | O3 Seattle Sounders                     | O3 Seattle Sounders                     | O2 Dynamo de Houston                   | O2 Dynamo de Houston       | 0                        | 0                        | 0                                    | 0                                    |                                      |                                      |  |  |                                   |                                   |                                   |                                   |
|  | O3 Seattle Sounders                     | O3 Seattle Sounders                     |                                        |                            |                          |                          |                                      | 0                                    |                                      |                                      |  |  |                                   |                                   |                                   |                                   |
|  | O2 Dynamo de Houston                    | O2 Dynamo de Houston                    | 0                                      | 1ap                        |                          |                          |                                      |                                      |                                      |                                      |  |  |                                   |                                   |                                   |                                   |
|  | O2 Dynamo de Houston                    | O2 Dynamo de Houston                    | 0                                      | 1ap                        |                          |                          |                                      |                                      |                                      |                                      |  |  |                                   |                                   |                                   |                                   |
|  |                                         |                                         |                                        |                            |                          |                          |                                      |                                      |                                      |                                      |  |  |                                   |                                   |                                   |                                   |

### Résultats

#### Demi-finales de conférence

##### Est
| 31 octobre 2009 | Real Salt Lake                | 1 - 0 | Crew de Columbus |                                                                       |                                                                       |
|                 | · Beckerman 38e · Findley 88e |       | 19e Carroll      | Rio Tinto Stadium, Sandy Spectateurs : 11 499 Arbitrage : Mark Geiger | Rio Tinto Stadium, Sandy Spectateurs : 11 499 Arbitrage : Mark Geiger |
|                 | Rapport                       |       |                  | Rio Tinto Stadium, Sandy Spectateurs : 11 499 Arbitrage : Mark Geiger | Rio Tinto Stadium, Sandy Spectateurs : 11 499 Arbitrage : Mark Geiger |

| 5 novembre 2009 | Crew de Columbus                                                        | 2 - 3 | Real Salt Lake                                                  |                                                                                  |                                                                                  |
|                 | 17e Barros Schelotto · 35e Barros Schelotto · 48e O'Rourke · 59e Moreno |       | · 37e Morales · 45+2e (pen.) Findley · 68e Olave · 77e Williams | Columbus Crew Stadium, Columbus Spectateurs : 10 109 Arbitrage : Silviu Petrescu | Columbus Crew Stadium, Columbus Spectateurs : 10 109 Arbitrage : Silviu Petrescu |
|                 | Rapport                                                                 |       |                                                                 | Columbus Crew Stadium, Columbus Spectateurs : 10 109 Arbitrage : Silviu Petrescu | Columbus Crew Stadium, Columbus Spectateurs : 10 109 Arbitrage : Silviu Petrescu |

Real Salt Lake se qualifie sur un score cumulé de 4-2.
| 1er novembre 2009 | Revolution de la Nouvelle-Angleterre   | 2 - 1 | Fire de Chicago           |                                                                               |                                                                               |
|                   | · Alston 41e · Osei 45+1e · Joseph 75e |       | 17e Rolfe · Husidic 90+3e | Gillette Stadium, Foxborough Spectateurs : 7 416 Arbitrage : Baldomero Toledo | Gillette Stadium, Foxborough Spectateurs : 7 416 Arbitrage : Baldomero Toledo |
|                   | Rapport                                |       |                           | Gillette Stadium, Foxborough Spectateurs : 7 416 Arbitrage : Baldomero Toledo | Gillette Stadium, Foxborough Spectateurs : 7 416 Arbitrage : Baldomero Toledo |

| 7 novembre 2009 | Fire de Chicago                | 2 - 0 | Revolution de la Nouvelle-Angleterre            |                                                                    |                                                                    |
|                 | · Thorrington 35e · Blanco 83e |       | 17e Mansally · 36e Jankauskas · 85e Larentowicz | Toyota Park, Bridgeview Spectateurs : 21 528 Arbitrage : Alex Prus | Toyota Park, Bridgeview Spectateurs : 21 528 Arbitrage : Alex Prus |
|                 | Rapport                        |       |                                                 | Toyota Park, Bridgeview Spectateurs : 21 528 Arbitrage : Alex Prus | Toyota Park, Bridgeview Spectateurs : 21 528 Arbitrage : Alex Prus |

Le Fire de Chicago se qualifie sur un score cumulé de 3-2.

##### Ouest
| 1er novembre 2009 | Chivas USA                             | 2 - 2 | Galaxy de Los Angeles                    |                                                                        |                                                                        |
|                   | Santos 4e · Galindo 50e · Saragosa 81e |       | · 14e Magee · 27e Birchall · 41e Donovan | Home Depot Center, Carson Spectateurs : 25 218 Arbitrage : Kevin Stott | Home Depot Center, Carson Spectateurs : 25 218 Arbitrage : Kevin Stott |
|                   | Rapport                                |       |                                          | Home Depot Center, Carson Spectateurs : 25 218 Arbitrage : Kevin Stott | Home Depot Center, Carson Spectateurs : 25 218 Arbitrage : Kevin Stott |

| 8 novembre 2009 | Galaxy de Los Angeles               | 1 - 0 | Chivas USA                                                           |                                                                            |                                                                            |
|                 | · Franklin 60e · Donovan 73e (pen.) |       | 39e Talley · 72e Thornton · 79e Nagamura · 79e Cuesta · 90e Kljestan | Home Depot Center, Carson Spectateurs : 27 000 Arbitrage : Ricardo Salazar | Home Depot Center, Carson Spectateurs : 27 000 Arbitrage : Ricardo Salazar |
|                 | Rapport                             |       |                                                                      | Home Depot Center, Carson Spectateurs : 27 000 Arbitrage : Ricardo Salazar | Home Depot Center, Carson Spectateurs : 27 000 Arbitrage : Ricardo Salazar |

Le Galaxy de Los Angeles se qualifie sur un score cumulé de 3-2.
| 29 octobre 2009 | Sounders FC de Seattle                 | 0 - 0 | Dynamo de Houston                     |                                                                       |                                                                       |
|                 | · Montero 16e · Alonso 64e · Evans 68e |       | 16e Onstad · 71e Mullan · 75e Chabala | Qwest Field, Seattle Spectateurs : 35 807 Arbitrage : Ricardo Salazar | Qwest Field, Seattle Spectateurs : 35 807 Arbitrage : Ricardo Salazar |
|                 | Rapport                                |       |                                       | Qwest Field, Seattle Spectateurs : 35 807 Arbitrage : Ricardo Salazar | Qwest Field, Seattle Spectateurs : 35 807 Arbitrage : Ricardo Salazar |

| 8 novembre 2009 | Dynamo de Houston                       | 1 - 0 a. p. | Sounders FC de Seattle                     |                                                                            |                                                                            |
|                 | · Chabala 44e · Cameron 93e · Ching 96e |             | 24e Marshall · 120e Riley · 120e Ljungberg | Robertson Stadium, Houston Spectateurs : 27 465 Arbitrage : Jorge Gonzalez | Robertson Stadium, Houston Spectateurs : 27 465 Arbitrage : Jorge Gonzalez |
|                 | Rapport                                 |             |                                            | Robertson Stadium, Houston Spectateurs : 27 465 Arbitrage : Jorge Gonzalez | Robertson Stadium, Houston Spectateurs : 27 465 Arbitrage : Jorge Gonzalez |

Le Dynamo de Houston se qualifie sur un score cumulé de 1-0.

#### Finales de conférence

##### Est
| 14 novembre 2009                                                  | Fire de Chicago                                 | 0 - 0 a. p. 4 - 5 t. a. b.                                              | Real Salt Lake                                           |                                                                          |                                                                          |
|                                                                   | · Thorrington 92e · Prideaux 101e · Blanco 116e |                                                                         | 39e Morales · 75e Wingert · 99e Beckerman · 110e Johnson | Toyota Park, Bridgeview Spectateurs : 21 723 Arbitrage : Ricardo Salazar | Toyota Park, Bridgeview Spectateurs : 21 723 Arbitrage : Ricardo Salazar |
|                                                                   | Rapport                                         |                                                                         |                                                          | Toyota Park, Bridgeview Spectateurs : 21 723 Arbitrage : Ricardo Salazar | Toyota Park, Bridgeview Spectateurs : 21 723 Arbitrage : Ricardo Salazar |
| Blanco · McBride · Conde · Thorrington · Brown · Pause · Prideaux | Tirs au but 4 - 5                               | Mathis · Morales · Findley · Beckerman · Johnson · Espíndola · Grabavoy |                                                          | Toyota Park, Bridgeview Spectateurs : 21 723 Arbitrage : Ricardo Salazar | Toyota Park, Bridgeview Spectateurs : 21 723 Arbitrage : Ricardo Salazar |

##### Ouest
| 13 novembre 2009 | Galaxy de Los Angeles                                                | 2 - 0 a. p. | Dynamo de Houston                       |                                                                         |                                                                         |
|                  | · Kovalenko 77e · Donovan 89e · Berhalter 104e · Donovan 109e (pen.) |             | 26e Mullan · 111e Boswell · 119e Landín | Home Depot Center, Carson Spectateurs : 25 373 Arbitrage : Terry Vaughn | Home Depot Center, Carson Spectateurs : 25 373 Arbitrage : Terry Vaughn |
|                  | Rapport                                                              |             |                                         | Home Depot Center, Carson Spectateurs : 25 373 Arbitrage : Terry Vaughn | Home Depot Center, Carson Spectateurs : 25 373 Arbitrage : Terry Vaughn |

#### MLS Cup 2009
| 22 novembre 2009                                                  | Galaxy de Los Angeles      | 1 - 1 a. p.                                                            | Real Salt Lake            | Qwest Field, Seattle                         |                                              |
|                                                                   | · Birchall 39e · Magee 41e |                                                                        | 14e Johnson · 64e Findley | Spectateurs : 46 011 Arbitrage : Kevin Stott | Spectateurs : 46 011 Arbitrage : Kevin Stott |
|                                                                   | Rapport                    |                                                                        |                           | Spectateurs : 46 011 Arbitrage : Kevin Stott | Spectateurs : 46 011 Arbitrage : Kevin Stott |
| Beckham · Berhalter · Kirovski · Donovan · Magee · Klein · Buddle | Tirs au but 4 - 5          | Mathis · Findley · Beckerman · Grabavoy · Williams · Wingert · Russell |                           | Spectateurs : 46 011 Arbitrage : Kevin Stott | Spectateurs : 46 011 Arbitrage : Kevin Stott |

## Leaders statistiques (saison régulière)

### Classement des buteurs Budweiser Golden Boot
| Rang | Joueur                     | Club                    | Buts | Passes |
| ---- | -------------------------- | ----------------------- | ---- | ------ |
| 1    | Jeff Cunningham            | FC Dallas               | 17   | 8      |
| 2    | Conor Casey                | Rapids du Colorado      | 16   | 1      |
| 3    | Fredy Montero              | Sounders FC de Seattle  | 12   | 7      |
| 4    | Landon Donovan             | Galaxy de Los Angeles   | 12   | 6      |
| 5    | Robbie Findley             | Real Salt Lake          | 12   | 4      |
| 6    | Guillermo Barros Schelotto | Crew de Columbus        | 12   | 3      |
| 7    | Juan Pablo Ángel           | Red Bulls de New York   | 12   | 2      |
| 8    | Dwayne de Rosario          | Toronto FC              | 11   | 6      |
| 9    | Ryan Johnson               | Earthquakes de San José | 11   | 2      |
| 10   | Josh Wolff                 | Wizards de Kansas City  | 11   | 0      |

### Classement des passeurs
| Rang | Joueur             | Club                                 | Passes |
| ---- | ------------------ | ------------------------------------ | ------ |
| 1    | Omar Cummings      | Rapids du Colorado                   | 12     |
| 1    | Brad Davis         | Dynamo de Houston                    | 12     |
| 3    | Dave van den Bergh | FC Dallas                            | 11     |
| 4    | Freddie Ljungberg  | Sounders FC de Seattle               | 9      |
| 5    | Cuauhtémoc Blanco  | Fire de Chicago                      | 8      |
| 5    | Jeff Cunningham    | FC Dallas                            | 8      |
| 5    | Shalrie Joseph     | Revolution de la Nouvelle-Angleterre | 8      |
| 5    | Claudio López      | Wizards de Kansas City               | 8      |

### Classement des gardiens
Il faut avoir joué au moins 1000 minutes pour être classé. Les statistiques sont faites seulement sur les matchs où les gardiens sont titulaires. 
| Rang | Gardien          | Club                                 | MJ | MIN  | BE | BE/M |
| ---- | ---------------- | ------------------------------------ | -- | ---- | -- | ---- |
| 1    | Zach Thornton    | Chivas USA                           | 27 | 2385 | 23 | 0.87 |
| 2    | Kasey Keller     | Sounders FC de Seattle               | 29 | 2549 | 26 | 0.92 |
| 3    | William Hesmer   | Crew de Columbus                     | 19 | 1710 | 18 | 0.95 |
| 4    | Matt Reis        | Revolution de la Nouvelle-Angleterre | 24 | 2160 | 23 | 0.96 |
| 5    | Pat Onstad       | Dynamo de Houston                    | 30 | 2700 | 29 | 0.97 |
| 6    | Donovan Ricketts | Galaxy de Los Angeles                | 26 | 2274 | 26 | 1.03 |
| 7    | Jon Busch        | Fire de Chicago                      | 30 | 2700 | 34 | 1.13 |
| 8    | Nick Rimando     | Real Salt Lake                       | 26 | 2285 | 29 | 1.14 |
| 9    | Matt Pickens     | Rapids du Colorado                   | 19 | 1710 | 22 | 1.16 |
| 10   | Josh Wicks       | D.C. United                          | 19 | 1672 | 26 | 1.40 |

## Récompenses individuelles

### Récompenses annuelles
| Trophée                            | Joueur                   | Club                                   |
| ---------------------------------- | ------------------------ | -------------------------------------- |
| Meilleur joueur (saison régulière) | Landon Donovan           | Galaxy de Los Angeles                  |
| Meilleur joueur (finale MLS)       | Nick Rimando             | Real Salt Lake                         |
| Meilleur buteur                    | Jeff Cunningham          | FC Dallas                              |
| Meilleur défenseur                 | Chad Marshall            | Crew de Columbus                       |
| Meilleur gardien                   | Zach Thornton            | Chivas USA                             |
| Meilleur rookie                    | Omar Gonzalez            | Galaxy de Los Angeles                  |
| Meilleur entraîneur                | Bruce Arena              | Galaxy de Los Angeles                  |
| Meilleur come-back                 | Zach Thornton            | Chivas USA                             |
| Meilleur nouveau venu              | Fredy Montero            | Sounders FC de Seattle                 |
| Meilleur arbitre                   | Alex Prus                |                                        |
| Meilleur arbitre assistant         | Greg Barkey              |                                        |
| Meilleur but                       | Landon Donovan           | Galaxy de Los Angeles                  |
| Meilleur arrêt                     | Pat Onstad               | Dynamo de Houston                      |
| Trophée du fair-play (joueur)      | Steve Ralston            | Revolution de la Nouvelle-Angleterre   |
| Trophée du fair-play (équipe)      |                          | Fire de Chicago                        |
| Action humanitaire de l'année      | Jimmy Conrad Logan Pause | Wizards de Kansas City Fire de Chicago |

### Joueur du mois
| Mois      | Joueur                     | Club                   | Stats du mois    |
| --------- | -------------------------- | ---------------------- | ---------------- |
| Mars      | Fredy Montero              | Sounders FC de Seattle | 3 B, 1 P, 2-0-0  |
| Avril     | Brian McBride              | Fire de Chicago        | 4 B, 1-3-0       |
| Mai       | Conor Casey                | Rapids du Colorado     | 4 B, 1 P, 2-2-0  |
| Juin      | Guillermo Barros Schelotto | Crew de Columbus       | 4 B, 2 P, 3-0-1  |
| Juillet   | Landon Donovan             | Galaxy de Los Angeles  | 1 P, 2 P, 3-1-0  |
| Août      | Chad Marshall              | Crew de Columbus       | 2 B, 3 CS, 3-0-1 |
| Septembre | Jeff Cunningham            | FC Dallas              | 7 B, 3 P, 3-1-1  |
| Octobre   | Freddie Ljungberg          | Sounders FC de Seattle | 4 P, 3-0-0       |

B=Buts; P=Passes; CS=Clean sheets; Victoire-Nuls-Défaites dans le mois considéré;

### Récompenses hebdomadaires

#### Joueur de la semaine
| Semaine    | Joueur                     | Club                                 | Stats de la semaine |
| ---------- | -------------------------- | ------------------------------------ | ------------------- |
| Semaine 1  | Fredy Montero              | Sounders FC de Seattle               | 2 B dont BV, 1 P    |
| Semaine 2  | Kasey Keller               | Sounders FC de Seattle               | CS, 5 arrêts        |
| Semaine 3  | Conor Casey                | Rapids du Colorado                   | 3 B dont BV         |
| Semaine 4  | Donovan Ricketts           | Galaxy de Los Angeles                | CS, 5 arrêts        |
| Semaine 5  | Josh Wolff                 | Wizards de Kansas City               | 2 B                 |
| Semaine 6  | Javier Morales             | Real Salt Lake                       | 2 P dont PV         |
| Semaine 7  | Jaime Moreno               | D.C. United                          | 2 B dont BV         |
| Semaine 8  | Macoumba Kandji            | Red Bulls de New York                | 1 B , 2 P dont PV   |
| Semaine 9  | Josh Wolff                 | Wizards de Kansas City               | 2 B dont BV         |
| Semaine 10 | Amado Guevara              | Toronto FC                           | 2 B                 |
| Semaine 11 | Conor Casey                | Rapids du Colorado                   | 2 B                 |
| Semaine 12 | Taylor Twellman            | Revolution de la Nouvelle-Angleterre | 2 B                 |
| Semaine 13 | Guillermo Barros Schelotto | Crew de Columbus                     | 2 B dont BV         |
| Semaine 14 | Omar Cummings              | Rapids du Colorado                   | 2 B dont BV, 1 P    |
| Semaine 15 | Nate Jaqua                 | Sounders FC de Seattle               | PV, 2 B             |
| Semaine 16 | Jeff Cunningham            | FC Dallas                            | 2 B dont BV         |
| Semaine 17 | Chad Barrett               | Toronto FC                           | 2 B                 |
| Semaine 18 | Cuauhtémoc Blanco          | Fire de Chicago                      | PV, 1 B             |
| Semaine 19 | Yura Movsisyan             | Real Salt Lake                       | 2 B                 |
| Semaine 20 | Jeff Cunningham            | FC Dallas                            | 4 B dont BV         |
| Semaine 21 | Conor Casey                | Rapids du Colorado                   | 3 B                 |
| Semaine 22 | Chad Marshall              | Crew de Columbus                     | 1 B, 1 P            |
| Semaine 23 | Kheli Dube                 | Revolution de la Nouvelle-Angleterre | 3 B                 |
| Semaine 24 | Pablo Campos               | Real Salt Lake                       | 2 BV                |
| Semaine 25 | Josh Wolff                 | Wizards de Kansas City               | 2 B                 |
| Semaine 26 | Jeff Cunningham            | FC Dallas                            | 2 B, 2 P            |
| Semaine 27 | Brad Davis                 | Dynamo de Houston                    | BV, 2 P             |
| Semaine 28 | Shalrie Joseph             | Revolution de la Nouvelle-Angleterre | 2 B dont BV         |
| Semaine 29 | Landon Donovan             | Galaxy de Los Angeles                | BV                  |
| Semaine 30 | Jeff Cunningham            | FC Dallas                            | BV                  |
| Semaine 31 | Freddie Ljungberg          | Sounders FC de Seattle               | 2 P dont PV         |
| Semaine 32 | Robbie Findley             | Real Salt Lake                       | 2 B dont BV         |

B=Buts; P=Passes; CS=Clean sheets; BV=But Vainqueur; PV= Passe Vainqueur; Victoire-Nuls-Défaites dans le mois considéré;

#### But de la semaine
| Semaine    | Joueur             | Club                                 |
| ---------- | ------------------ | ------------------------------------ |
| Semaine 1  | Fredy Montero      | Sounders FC de Seattle               |
| Semaine 2  | Fredy Montero      | Sounders FC de Seattle               |
| Semaine 3  | Sainey Nyassi      | Revolution de la Nouvelle-Angleterre |
| Semaine 4  | Brian McBride      | Fire de Chicago                      |
| Semaine 5  | Brian Ching        | Dynamo de Houston                    |
| Semaine 6  | Clint Mathis       | Real Salt Lake                       |
| Semaine 7  | Jaime Moreno       | D.C. United                          |
| Semaine 8  | Chris Pontius      | D.C. United                          |
| Semaine 9  | Santino Quaranta   | D.C. United                          |
| Semaine 10 | Claudio Lopez      | Wizards de Kansas City               |
| Semaine 11 | Nate Jaqua         | Sounders FC de Seattle               |
| Semaine 12 | Omar Cummings      | Rapids du Colorado                   |
| Semaine 13 | Davy Arnaud        | Wizards de Kansas City               |
| Semaine 14 | Eric Avila         | FC Dallas                            |
| Semaine 15 | Nate Jaqua         | Sounders FC de Seattle               |
| Semaine 16 | Marco Pappa        | Fire de Chicago                      |
| Semaine 17 | Patrick Ianni      | Sounders FC de Seattle               |
| Semaine 18 | Bryan Namoff       | D.C. United                          |
| Semaine 19 | Claudio Lopez      | Wizards de Kansas City               |
| Semaine 20 | Fred               | D.C. United                          |
| Semaine 21 | Landon Donovan     | Galaxy de Los Angeles                |
| Semaine 22 | Steve Zakuani      | Sounders FC de Seattle               |
| Semaine 23 | Nate Jaqua         | Sounders FC de Seattle               |
| Semaine 24 | Wells Thompson     | Revolution de la Nouvelle-Angleterre |
| Semaine 25 | Edgaras Jankauskas | Revolution de la Nouvelle-Angleterre |
| Semaine 26 | O'Brian White      | Toronto FC                           |
| Semaine 27 | Brad Davis         | Dynamo de Houston                    |
| Semaine 28 | Jeff Cunningham    | FC Dallas                            |
| Semaine 29 | Jeff Cunningham    | FC Dallas                            |
| Semaine 30 | Jeff Cunningham    | FC Dallas                            |
| Semaine 31 | George John        | FC Dallas                            |
| Semaine 32 | Robbie Findley     | Real Salt Lake                       |

#### Arrêt de la semaine
L'arrêt de la semaine a été introduit à partir de la semaine 10.
| Semaine    | Gardien                   | Club                   |
| ---------- | ------------------------- | ---------------------- |
| Semaine 10 | Kasey Keller              | Sounders FC de Seattle |
| Semaine 11 | Kevin Hartman             | Wizards de Kansas City |
| Semaine 12 | Pat Onstad                | Dynamo de Houston      |
| Semaine 13 | Danny Cepero              | Red Bulls de New York  |
| Semaine 14 | Donovan Ricketts          | Galaxy de Los Angeles  |
| Semaine 15 | Stefan Frei               | Toronto FC             |
| Semaine 16 | Josh Saunders             | Galaxy de Los Angeles  |
| Semaine 17 | Pat Onstad                | Dynamo de Houston      |
| Semaine 18 | Donovan Ricketts          | Galaxy de Los Angeles  |
| Semaine 19 | Nick Rimando              | Real Salt Lake         |
| Semaine 20 | Darío Sala                | FC Dallas              |
| Semaine 21 | Kasey Keller              | Sounders FC de Seattle |
| Semaine 22 | Amado Guevara             | Toronto FC             |
| Semaine 23 | Pat Onstad & Wade Barrett | Dynamo de Houston      |
| Semaine 24 | Stefan Frei               | Toronto FC             |
| Semaine 25 | Stefan Frei               | Toronto FC             |
| Semaine 26 | Stefan Frei               | Toronto FC             |
| Semaine 27 | Zach Thornton             | Chivas USA             |
| Semaine 28 | Darío Sala                | FC Dallas              |
| Semaine 29 | Tyrone Marshall           | Sounders FC de Seattle |
| Semaine 30 | Darío Sala                | FC Dallas              |
| Semaine 31 | Geoff Cameron             | Dynamo de Houston      |
| Semaine 32 | Kevin Hartman             | Wizards de Kansas City |

## Bilan
| Major League Soccer 2009                                         |                                      |
| Champion                                                         | Real Salt Lake (1er titre)           |
| Séries                                                           | Crew de Columbus                     |
| Séries                                                           | Galaxy de Los Angeles                |
| Séries                                                           | Dynamo de Houston                    |
| Séries                                                           | Sounders FC de Seattle               |
| Séries                                                           | Fire de Chicago                      |
| Séries                                                           | C.D. Chivas USA                      |
| Séries                                                           | Revolution de la Nouvelle-Angleterre |
| Séries                                                           | Real Salt Lake                       |
| Coupes et trophées                                               |                                      |
| Vainqueur de la Coupe des États-Unis 2009                        | Sounders FC de Seattle               |
| Qualifications continentales                                     |                                      |
| Ligue des champions de la CONCACAF 2010-2011 (phase de groupes)  | Real Salt Lake                       |
| Ligue des champions de la CONCACAF 2010-2011 (phase de groupes)  | Crew de Columbus                     |
| Ligue des champions de la CONCACAF 2010-2011 (tour préliminaire) | Galaxy de Los Angeles                |
| Ligue des champions de la CONCACAF 2010-2011 (tour préliminaire) | Sounders FC de Seattle               |
| SuperLiga 2010 (phase de groupe)                                 | Dynamo de Houston                    |
| SuperLiga 2010 (phase de groupe)                                 | Fire de Chicago                      |
| SuperLiga 2010 (phase de groupe)                                 | CD Chivas USA                        |
| SuperLiga 2010 (phase de groupe)                                 | Revolution de la Nouvelle-Angleterre |